# Łódzkie Wiadomości Dnia
Łódzkie Wiadomości Dnia (ŁWD) – główny program informacyjny TVP3 Łódź. Jest to drugi, po Telewizyjnym Kurierze Warszawskim, najstarszy tego typu program w Polsce.

## Obecni prezenterzy
- Laura Janowska (od 30.01.2024)
- Michał Kmieć (od 11.05.2024)
- Magdalena Michalak (04.03.1993–11.06.2019, od 22.02.2024)
- Jakub Półkoszek (od 11.09.2024)
- Joanna Śpiechowicz (2014–18.04.2017, od 08.01.2024)

## Dawni prezenterzy
- Tomasz Bartczak (1997–?)
- Klaudia Binek (05.08.2023–27.01.2024)
- Andrzej Bińkowski (2020–31.03.2022)
- IIona Borkiewicz-Stopa (16.03-21.06.2024)
- Tomasz Boruszczak (12.1990–11.10.2008)
- Jacek Czekalski (14.06.2016–13.04.2017)
- Agnieszka Hamankiewicz (lata 90.–2001)
- Grażyna Jeżewska (lata 80.–2000)
- Magdalena Kamińska (2005–2015, 2018)
- Halszka Karolewska (2004–2009)
- Magdalena Komorowska-Zbrojewska (2016–09.06.2022)
- Andrzej Królikowski (lata 80.)
- Tomasz Lasota (1994–2013, 2019–2020)
- Andrzej Leszczyński (23.07-27.09.2024)
- Edyta Lewandowska (12.2002–2008)
- Katarzyna Majewska (2016–2018)
- Monika Majewska (2022)
- Adam Malik (2013–2014)
- Marek Pietrzak (1993)
- Piotr Rogósz (01.10.2021–31.01.2024)
- Diana Rudnik (1998–2002)
- Agata Stachura-Ścieszko (18.02.1991–24.03.2019, 09.09.2022–18.01.2024)
- Przemysław Staciwa (17.01-12.06.2024)
- Monika Strześniewska-Jaśkiewicz (2022-17.03.2024)
- Magdalena Śledzińska-Majewska (1992–1993)
- Paweł Śpiechowicz (2013–23.04.2016)
- Jacek Tokarczyk (01.06.2016–31.03.2024)
- Magdalena Wiercioch-Malik (23.01.2020-01.08.2022)
- Maciej Zalewski (1993–1994)
- Zbigniew Zaliński
- Małgorzata Ziętkiewicz (?–1991)

## Sport

### Obecnie
- Piotr Galiński
- Bartosz Jankowski
- Mikołaj Madej (od 1990)

### Dawniej
- Tomasz Brzeziński (2005-02.10.2006)
- Jolanta Wiszniewska (2010-2012)

## Pogoda
Obecnie prognoza pogody jest prezentowana przez lektorów, kiedyś posiadała swoich prezenterów pogody:
- Monika Andrzejczak (2001-2019)
- Karolina Filipkowska (12.06.2016-15.09.2018)
- Mariusz Kłopecki (2001-2007)
- Magda Libiszewska (2001-2008)
- Joanna Łucka-Szczygieł (2008-30.09.2024)
- Inga Marciniak (2021-09.04.2025)
- Szymon Nowak (01.11.2018-13.04.2025)
- Paulina Pawlak (2008-2010)
- Joanna Pękala (2006-2008)
- Jacek Tokarczyk (2010-27.06.2016)
- Magdalena Wiercioch-Malik (27.06.2006-2007)
- Zuzanna Zawisza (06.11.2024-11.04.2025)

## Historia wydań
W dniach 28 września 2009 – 13 czerwca 2010 wydanie główne przeniesione zostało na godz. 17:30 i było ono równolegle emitowane na antenach TVP Info i TVP2. Jednak z nową wiosenną ramówką „Dwójki” pasmo lokalne przesunięto na godzinę 16:00. W związku z tym, a także po sygnałach od telewidzów, z dniem 14 czerwca 2010 powrócono do poprzedniej pory emisji głównego wydania, czyli do godz. 18:00. Natomiast od 4 maja do 31 sierpnia w TVP2 w paśmie lokalnym o 16:00 emitowany był na żywo program „Popołudnie z Telewizją Łódź”.
25 września 2010 ŁWD przesunięto na 18:30, a po głównym wydaniu programu nadawane są informacje sportowe o 18:50 i prognoza pogody dla Polski i regionu łódzkiego o 18:55.
Od 1 lutego 2012 wydanie główne Łódzkich Wiadomości Dnia jest tłumaczone na język migowy.
Na początku maja 2013 zmieniono dwa razy godzinę wydania wieczornego: na 21:55 i na 22:00.
Od marca 2015 emitowany jest program Tydzień ŁWD podsumowujący wydarzenia tygodnia. Powrócił też flesz popołudniowy, emitowany o 17:30, który zniknął wraz ze startem jesiennej ramówki w 2015. Od wakacji 2015 do kwietnia 2018 od poniedziałku do piątku o 20:00 emitowana była powtórka głównego wydania ŁWD z 18:30. Od 31 sierpnia 2015 do 28 sierpnia 2016 wieczorne wydanie emitowane było o 21:45. Od września 2016 do 2 kwietnia 2018 wieczorne wydanie było emitowane o 21:30, od 3 kwietnia 2018 do 2020 o 21:00, a od 2020 powrócono do wydania o 21:30.
W 2002 roku, w dni robocze, wydanie główne ŁWD składało się z dwóch części: miejskiej, nadawanej o 15:40, oraz regionalnej, nadawanej o 18:00.

## Dawne pory emisji
07.45, 08.00, 08.45, 15.40, 17.30, 17.45, 18.00, 18.05,18.10,18.30, 21.45, 21.55, 22:00